# Manuel Godinho de Erédia
Manuel Godinho de Erédia (Malacca, 16 luglio 1563 – 1623) è stato un militare, scrittore e cartografo portoghese.

## Biografia
Nacque a Malacca, nella penisola malese, il 16 luglio 1563, figlio di João de Erédia Aquaviva, che era di sangue aragonese, mentre sua madre, Dona Elena Vessiva (We Siwa) da Sulawesi, era una principessa dei Bugis, figlia di La Putébulu, re di Suppa convertitosi al cristianesimo. I due si sposarono nel 1545 ed ebbero quattro figli, Aña, Domingo, Françisco e Manuel. Dapprima educato a Malacca, dal 1576 frequentò il seminario dei gesuiti di Goa dove studiò astronomia, cartografia e matematica. Nel 1579 entrò nella Compagnia di Gesù, ma nel 1580 fu mandato a lavorare per il governo portoghese a Goa, poiché i suoi superiori ritenevano che sarebbe stato più adatto al ruolo di esploratore. Concepì subito l'idea di scoprire le Isole d'Oro, che avevano un ruolo di primo piano nelle leggende malesi. Nella sua concezione esse si trovavano all'incirca a nord-ovest dell'Australia, ed è possibile che la costa australiana sia stata avvistata nel 1521 da Cristóvão de Mendonça e nel 1525 da Gomes de Sequeira, che all'epoca guidò le spedizioni portoghesi alla ricerca di queste isole, poiché è difficile spiegare la notevole serie delle Mappe prodotte dalla Scuola cartografica di Dieppe senza accettare una certa conoscenza portoghese di quel continente. Lui, tuttavia, si basava essenzialmente sulle letture di Tolomeo, Marco Polo e Ludovico de Varthema, oltre ad aver raccolto notizie di coevi viaggi malesi, accidentali o intenzionali, nel sud-est di Timor.
Sposò Violante Sampaio, da cui ebbe una figlia, Anna, nata il 17 aprile 1587, e un figlio, Manuel, il 1º dicembre 1588. Il 14 febbraio 1594 ottenne da re Filippo I di Portogallo la carica di "Descobridor e Adelantado da Nova Índia Meridional", titolo che avrebbe indotto, secoli dopo, Richard Henry Major ad acclamarlo come il primo vero scopritore dell'Australia, sebbene egli dimostrasse chiaramente che si trattava solo di un titolo e non rivendicò mai per sé la scoperta. Nel 1600 il viceré Francisco da Gama gli commissionò un viaggio di esplorazione e scoperta di nuovi territori, ed egli si trasferì da Goa a Malacca per mettere in esecuzione il piano, che fu bloccato dalla sostituzione del viceré. Intorno al 1602 il nuovo viceré dello Stato portoghese dell'India, Aires de Saldanha (1600-1605), assegnò nuovamente al suo progetto navi e uomini, ma lo scoppio delle guerre locali fece sì che fosse chiamato a svolgere il suo ruolo di soldato e di ingegnere militare. Rimase a Malacca per quattro anni, comandando una flotta di 70 imbarcazioni poste a guardia dell'approccio meridionale alla Malacca. Fondò un forte a Muar nel 1604, e diede ordini per la costruzione di ulteriori fortificazioni poste a difesa dello stretto di Singapore e di quello di Sabbaó.
Prese successivamente parte alla conquista di Kota Batu, la capitale del Sultanato di Johor, con il generale André Furtado de Mendonça. Ammalatosi di beriberi nel 1605 dovette ritornare a Goa per motivi di salute, dove trovò un nuovo viceré, Martim Afonso de Castro, che aveva assunto l'incarico nel 1605. Tuttavia, quando Afonso de Castro gli diede l'incarico di un nuovo viaggio nel maggio 1606, egli era ancora troppo malato per poter intraprenderlo; il viceré gli promise una galeotta di soccorso per la primavera successiva.
Purtroppo la morte del viceré Afonso de Castro avvenuta a Malacca all'inizio del 1607 diede un ulteriore colpo alle sue speranze. In questa fase scrisse ancora una volta al re di Spagna, trasmettendo l'informazione sul viaggio di Chiaymasiouro, re di Demak, nel 1601 in una nuova terra chiamata Luca Antara. L'informazione suscitò l'interesse del sovrano il quale, nel 1609, diede istruzioni al viceré Rui Lourenço de Távora affinché la spedizione proposta fosse subito effettuata. All'inizio del 1610 egli inviò segretamente un proprio servitore con lo scopo di accompagnare i marinai giavanesi nell'insediamento realizzato da Chiaymasiouro nella terra di Luca Antara. Il servitore gli scrisse da Matara, Giava, il 16 agosto 1610, affermando che l'insediamento esisteva veramente ma che all'arrivo dei giavanesi era stato trovato disabitato. Intanto, a sua insaputa, il navigatore olandese Willem Janszoon aveva già scoperto l'esistenza della costa settentrionale dell'Australia nel 1606.
La spedizione di Eredia non avvenne mai. Il re di Spagna non fu l'unico a incoraggiarlo. Nel 1611 scrisse a papa Paolo V una lettera, firmandosi come Descobridor da India Meridional, in cui chiedeva che il Pontefice, dato che la scoperta della terra australe comportava l'estensione della fede cristiana, gli riconoscesse il titolo nobiliare per lui e i suoi discendenti, e l'istituzione di un nuovo ordine cavalleresco, l'Ordem da Impresa do Descobrimento da India Meridional, di cui egli doveva essere nominato Gran Maestro.
Eredia si considerava anche Adelantado, Reggente Maggiore e Cosmógrafo mor do Estado da Índia, ma questi incarichi non gli furono mai attribuiti. Nel frattempo il viceré de Tavora gli aveva dato l'incarico di esplorare il distretto di Guzerat ed elaborare un rapporto in cui includeva i risultati delle sue indagini. Il successivo viceré, Dom Jerónimo de Azevedo (1612-1617), lo impiegò in prospezioni minerarie nel distretto di Goa, e da allora egli si dedicò alla scrittura. Nel 1613 scrisse la Declaraçam de Malaca e India Meridional com o Cathay, nel 1615 la Historia de serviços com martirio de Luis Monteiro Coutinho e nel 1616 il Tratado Ophirico, che termina con la sua autobiografia (Sumario da vida de M. G. de Heredia).
Nel 1619 mandò un petizione al re in cui chiedeva che, dopo aver servito per venti anni nella normale posizione di dipendente dell'amministrazione dello Estado da Índia, fosse nominato sovraintendente finanziario a Ceylon. In quella lettera diceva che Ceylon era un tesoro mal conosciuto (hu tesouro mal cohencido) e criticava la corruzione imperante tra gli ufficiali lì in servizio, e per la prima volta nella sua vita, il viceré Jerónimo de Azevedo che vi aveva prestato servizio come Capitano generale per un lungo periodo (1594-1612). Si spense nel 1623.

## Opere
- Informação da Aurea Chersoneso, ou Peninsula, e das Ilhas Auriferas, Carbunculas e Aromaticas,[N 3] 1597-1600[21]
- Plantas de praças das conquistas de Portugal, 1610[21]
- Discurso sobre a Provincia do Indostan chamada Mogul e coruptamente Mogôr com declaração do Reino Guzarate e mais reinos de seu destricto, 1611
- Suma de árvores e plantas da Índia intra Ganges, 1612[22]
- Declaraçam de Malaca e India Meridional com o Cathay em III tractados ordenada, 1613[N 4]
- Historia de serviços com martirio de Luis Monteiro Coutinho, 1615
- Tratado Ophirico, 1616
- Lyvro de Plantaforma das Fortalezas da India, 1620

### Manoscritti
- (PT)  Historia de serviços com martirio de Luis Monteiro Coutinho, ordenada por Manoel Godinho de Eredia mathematico, 1615, Lisboa, Biblioteca Nacional de Portugal, Cod. 414.
- (PT)  Tratado Ophirico, ordenado por Manuel Godinho de Eredia mathematico, dirigido a dom. Philipe rey de Espanha nosso senhor, 1616, Paris, Bibliothèque nationale de France, Portugais 44.

### Edizioni
- (PT) Informação da Aurea Chersoneso, ou Peninsula, e das Ilhas Auriferas, Carbunculas e Aromaticas, ordenada por Manoel Godinho de Eredia cosmographo, fielmente trasladada de hum antigo manuscrito, in Antonio Lourenço Caminha (a cura di), Ordenações da India do senhor rei d. Manoel de eterna memoria, Informação verdadeira da Aurea Chersoneso, feita pelo antigo cosmographo indiano Manoel Godinho de Eredia, e Cartas em lingoagem portugueza de d. Jeronymo Osorio bispo do Algarve, ineditas e offerecidas ao muito alto e poderoso senhor d. João principe regente, Lisboa, na Impressão Regia, 1807,  pp. 65-151.
- (PT, FR) Malaca, l'Inde Méridionale et le Cathay, Manuscrit original autographe de Godinho de Eredia, appartenant à la Bibliothèque Royale de Bruxelles reproduit en fac-simile et traduit par m. Léon Janssen avec une préface de m. Ch. Ruelens, Bruxelles, Librairie européenne C. Muquardt, 1882.
- (EN) Eredia's Description of Malaca, Meridional India, and Cathay. Translated from the Portuguese with notes by John Vivian Mills, in Journal of the Malayan Branch of the Royal Asiatic Society, vol. 8, part 1, April 1930,  pp. 1-288 e in particolare pp. 9-203.
- (PT) O Lyvro de Plantaforma das Fortalezas da Índia da Biblioteca da Fortaleza de São Julião da Barra, a cura di Rui Carita, Lisboa, Defesa Nacional - Edições Inapa, 1999.
- (PT) Suma de árvores e plantas da Índia intra Ganges, a cura di John G. Everaert, José E. Mendes Ferrão e Maria Cândida Liberato, Lisboa, Comissão Nacional para as Comemorações dos Descobrimentos Portugueses, 2001, ISBN 972-787-067-8.
- (PT) Informação de Aurea Quersoneso, ou Península, e das Ilhas Auríferas, Carbúnculas e Aromáticas, introdução, fixação do texto e anotações, a cura di Rui Manuel Loureiro, Lisboa, Centro Científico e Cultural de Macau, 2008, ISBN 978-972-8586-10-2.
- (PT) Tratado Ophirico, a cura di Juan Gil e Rui Manuel Loureiro, Lisboa, Centro Científico e Cultural de Macau - Fundação Jorge Álvares, 2016, ISBN 978-972-858-645-4.

### Annotazioni
1. ↑  Lo stesso Manuel Godinho de Erédia racconta la romantica fuga d'amore dei suoi genitori. Il padre Juan de Erédia prese parte a una spedizione missionaria portoghese a Sulawesi, guidata dal sacerdote Vicente Viegas, che sbarcò a Machoquique (Bacukiki) nel febbraio 1545, per edificarvi la chiesa di S. Raffaele e battezzare i re indigeni, specialmente La Putébulu con moglie e figli, tra cui Elena Vessiva. La ragazza quindicenne s'innamorò del militare portoghese e si nascose a bordo; quando la sua sparizione fu scoperta, la nave dovette lasciare il porto in fretta per evitare uno scontro armato. Al ritorno a Malacca, fu celebrato il matrimonio. Elena Vessiva morì di malattia a quarantacinque anni il 20 maggio 1575.[3][4]
2. ↑  Nel 1861 Major,[9] conservatore del dipartimento stampe e disegni del British Museum, comunicò di aver ritrovato nelle collezioni del museo una mappa[10] su cui, in corrispondenza della raffigurazione dell'Australia nord occidentale — chiamata Isola (Nuca) di Antara —, si legge la seguente dicitura che ne attribuisce la scoperta a Manuel Godinho de Erédia nel 1601 su incarico di Aires de Saldanha: «Nuca antara foi descuberta o ano 1601 por Manoel Godinho de Eredia por mandado de Vico Rey Aires de Saldaha».
3. ↑  Un ampio resoconto sull'arcipelago malese.
4. ↑  Il manoscritto autografo della Declaraçam de Malaca e India Meridional com o Cathay, conservato presso la Biblioteca reale del Belgio di Bruxelles, si compone di 81 fogli che comprendono 56 illustrazioni.[21]

### Fonti
1. ↑  Tratado Ophirico, c. 62.
2. ↑  (EN) Stephen C. Druce, The Lands West of the Lakes: A History of the Ajattappareng Kingdoms of South Sulawesi 1200 to 1600 CE, Leiden, Koninklijk Instituut voor Taal-, Land- en Volkenkunde Press, 2009,  pp. 169-171, ISBN 978-90-6718-331-4.
3. ↑  Declaraçam de Malaca e India Meridional com o Cathay, tractado I, cap. 25 (Janssen 1882, c. 43).
4. ↑  Pelras 1977, pp. 232-234.
5. 1 2  Mills 1930, p. 1.
6. 1 2 3 4  Spate 1966.
7. ↑  Tratado Ophirico, c. 64v.
8. ↑  Declaraçam de Malaca e India Meridional com o Cathay, tractado II, cap. 10 (Janssen 1882, c. 57r); Tratado Ophirico, c. 62v.
9. ↑  (EN) Richard Henry Major, The Discovery of Australia by the Portuguese in 1601, Five Years Before the Earliest Discovery Hitherto Recorded, with Arguments in Favour of a Previous Discovery by the Same Nation Early in the Sixteenth Century, London, printed by J.B. Nichols and sons, 1861 (estratto da: Archaelogia, vol. 38, n. 2, 1861, pp. 439-459).
10. ↑   Portuguese map of North Western Australia in the British Museum (copy), 1601-1610?, Canberra, National Library of Australia, MAP RM 2053 (Copy 1).
11. 1 2  Mills 1930, p. 2.
12. 1 2 3 4  Mills 1930, p. 3.
13. ↑  Miksic 1998, pp. 137-141.
14. 1 2 3 4 5 6 7 8 9 10  Mills 1930, p. 4.
15. ↑  Flores 2015, p. 195.
16. ↑  Flores 2015, p. 194.
17. ↑  Flores 2015, p. 193.
18. ↑  Tratado Ophirico, cc. 62-65.
19. ↑  Flores 2015, p. 200.
20. 1 2  Flores 2015, p. 201.
21. 1 2 3  Flores 2015, p. 188.
22. ↑  Flores 2015, p. 189.